# Alice von Hildebrand
Alice Marie von Hildebrand, GCSG (roz. Jourdain, 11. března 1923, Brusel – 14. ledna 2022, New Rochelle) byla americká katolická filosofka belgického původu, žačka a druhá manželka Dietricha von Hildebranda. Je autorkou mnoha knih, článků a esejí, mimo jiné knihy Privilegium být ženou, memoárů vydaných pod jménem Memoirs of a Happy Failure a řady prací o životě a díle jejího manžela.